# Pedicia subobtusa
Pedicia (Pedicia) subobtusa là một loài ruồi trong họ Pediciidae. Chúng phân bố ở vùng sinh thái Nearctic.